# 작은 것이 아름답다 (경제학)
작은 것이 아름답다 (Small Is Beautiful: A Study of Economics As If People Mattered )는 독일 출신의 영국 경제학자인 에른스트 프리드리히 슈마허의 첫 수필집이다. 이 <작은 것이 아름답다> 라는 문장은 적정기술 즉, 사람들에게 보다 더 효과적인 것을 묘사할 때 종종 쓰인다. 즉, '큰 것이 더 낫다'라는 것과 대조적으로 쓰이며, 1973년에 출판된 후 많은 도전을 받기도 하였다. 1995년에는 세계 제2차 대전 이후로 가장 영향력이 있는 책 100권 안에 들기도 하였다.

## 의미
'작은 것이 아름답다'라는 말은 작은 단위를 이루는 것이 인류 공동체에 보다 더 이롭다는 해석이다. 즉, 크기가 작을 수록 인간친화적이고 자연친화적이다라는 것이다.

## 내용
이 책은 크게, '현대 세계', '자원들', '제3세계',' 조직과 소유권'으로 총 4부로 구성되어 있다.
1부에서는 1970년대 초기에 경제세계를 슈마허의 관점에서 소개한다. 그는 '생산의 문제'에서 현대 경제가 오래 가지 못할 것으로 보았다. 그는 천연자원의 양은 한계가 있고, 시간이 지나면 소진될 것이므로, 자본으로 이해해야 함을 역설하였다.
2부에서는 교육이 가장 큰 자원임을 주장한다. 또한 토지, 공업, 핵에너지와 기술의 인적 영향을 기술한다.
3부에서는 세계체제의 중심과 존재하는 개발되고 있는 세계간의 격차를 논한다. 특히, 인도의 촌락문화와 실업에 대하여 논하고 있다.
4부에서는 대규모 조직의 이론을 묘사하고 있다.

## 같이 보기
- 대안세계화
- 반세계화 운동
- 역성장
- 녹색 성장
- 소강사회
- 재생 가능 에너지
- 단순한 삶
- 지속 가능성